# Herpetacanthus rubiginosus
Herpetacanthus rubiginosus är en akantusväxtart som beskrevs av Christian Gottfried Daniel Nees von Esenbeck. Herpetacanthus rubiginosus ingår i släktet Herpetacanthus och familjen akantusväxter. Inga underarter finns listade i Catalogue of Life.